# Vaqueros
Vaqueros est une localité argentine située dans la province de Salta et dans le département de La Caldera.

## Démographie
La localité comptait 2 980 habitant (Indec, 2001), ce qui représente une augmentation de 58,7 % par rapport aux 1 877 habitants (Indec, 1991) du recensement précédent. C'est la deuxième composante la plus peuplée de l'agglomération du Grand Salta après la capitale. On estime que sa population a atteint 8 000 habitants environ en 2021.

## Toponymie
Tirant son nom de Francisco Vaquero, ancien propriétaire des terres où se trouve aujourd'hui la localité, qui en 1690 pratiquait l'agriculture, l'élevage et la mouture de céréales ; il y avait un arrêt obligatoire pour le trafic de mules et de taureaux qui étaient échangés avec le Chili.

## Histoire
En 1814, ces terres ont été le point de rencontre des patriotes des vallées, qui ont constitué la Junta vallista qui a aidé Belgrano dans sa retraite vers Tucumán, après les défaites de Vilcapugio et Ayohuma, dans la lutte pour l'indépendance de la couronne espagnole. Ce fait prend de l'ampleur, car on se souvient que d'importantes familles royalistes vivaient dans la vallée, et que le dernier gouverneur espagnol que Salta a eu, Don Nicolás Severo de Isasmendi, avait son domaine et vivait à cette époque à Molinos.

## Sismologie
La sismicité de la province de Salta est fréquente et de faible intensité, avec un silence sismique de séismes moyens à graves tous les 40 ans,.